# کالین پترسن
کالین پترسن (به انگلیسی: Collin Peterson) نمایندهٔ حوزه انتخابیه هفتم مینه‌سوتا از حزب دموکرات ایالات متحده آمریکا در مجلس نمایندگان ایالات متحده آمریکا است که برای نخستین‌بار در ۷ ژانویه ۱۹۹۱ میلادی به‌عضویت این مجلس درآمد.